# Медуэй (унитарная единица)
Медуэй (англ. Medway) — унитарная единица на севере церемониального графства Кент. Административный центр унитарной единицы — Чатем (население — 70 тыс. чел.). Крупнейший город — Джиллингем (англ., 99 тыс. чел.).

## История
Образована 1 апреля 1998 года путём преобразования в унитарную единицу районов Джиллингем и Рочестер-апон-Медуэй неметропольного графства Кент (en:Local Government Commission for England (1992)).

## География
Занимает площадь 192 км², омывается на северо-востоке эстуарием реки Темза, граничит на востоке, юге и западе с неметропольным графством Кент, на севере и северо-востоке по реке Темзе с церемониальным графством Эссекс. В Медуэе расположена газовая электростанция.

## Население
На территории унитарной единицы Медуэй проживают 249 488 человек, при средней плотности населения 1 299 чел./км² (2001 год).

## Состав
В состав района входят 3 города:
- Джиллингем (англ.)
- Рочестер
- Чатем

и 11 общин (англ. civil parish):
- Аллхаллоус (англ.)
- Клайфф-энд-Клайфф-Вудс (англ.)
- Кулинг (англ.)
- Какстон (англ.)
- Фрайндсбери-Экстра (англ.)
- Холлинг (англ.)
- Хай Холстоу (англ.)
- Ху-Сент-Уэрбург (англ.)
- Айл-оф-Грейн (англ.)
- Сент-Мэри-Ху (англ.)
- Сток (англ.)

## Политика
В совет унитарной единицы Медуэй состоит из 55 депутатов, избранных в 22 округах. В результате последних выборов 35 мест занимают консерваторы.

## Спорт
На территории унитарной единицы Медуэй, в городе Джиллингем, базируется профессиональный футбольный клуб «Джиллингем», выступающий в сезоне 2010/2011 во Второй футбольной лиге. «Джиллингем» принимает соперников на стадионе Пристфилд Стэдиум (11 тыс. зрителей).